# 마름근

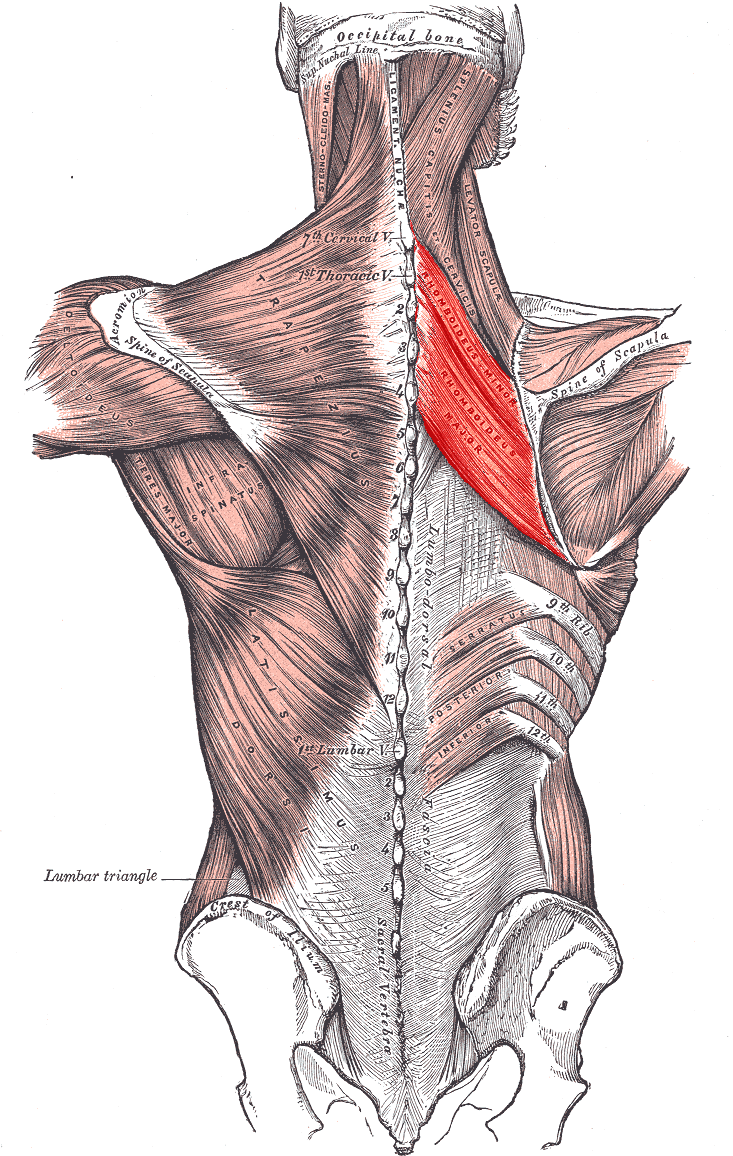
상지를 척추와 연결시켜주는 근육

마름근(능형근, 菱形筋, rhomboid muscle, rhomboid)은 어깨뼈와 연결된 마름모 모양의 근육이다. 등 상부의 양쪽에 있다.
- 큰마름근(Rhomboid major muscle)
- 작은마름근(Rhomboid minor muscle)

큰마름근은 등 흉부 상단에 있는 승모근 하단에 위치하며, 같은 방식으로 작은마름근은 어깨뼈 움직임에 관여한다. 등세모근이 마름근을 덮고 있어 바깥에서는 마름근이 보이지 않는다.

## 해부
큰마름근은 등뼈 2 ~ 5번 가시돌기(spinous process)에서 시작하지만, 어깨뼈 안쪽 경계(medial border)으로 만입된다. 작은마름근은 목덜미인대(nuchal ligament)와 목뼈 7번 ~ 등뼈 1번의 가시돌기에서 시작한다. 두 근육 모두 팔신경얼기의 가지인 등쪽어깨신경이 분포한다. 기능은 다음과 같다.
- 어깨뼈를 위안쪽으로 당김
- 어깨뼈 지탱
- 접시오목(glenoid cavity)의 아래쪽 돌림(inferior rotation)

## 같이 보기
- 근육
- 근육계통
- 인체 골격근 목록
- 인체 뼈 목록
- 인체 신경 목록
- 해부학 용어
  - 근육에 대한 해부학 용어
  - 운동에 대한 해부학 용어
  - 위치에 대한 해부학 용어

### 근육
- 견갑거근
- 대흉근
- 상완삼두근
- 상완이두근
- 승모근
- 전거근

### 운동
- 랫풀다운
- 턱걸이